# Lambton-Est
Pour les articles homonymes, voir Lambton (homonymie).
Lambton-Est fut une circonscription électorale fédérale de l'Ontario, représentée de 1882 à 1935.
C'est la division de la circonscription de Lambton en deux circonscriptions qui créa Lambton-Est et Lambton-Ouest. Abolie en 1933, elle fut redistribuée parmi Lambton-Ouest et Lambton—Kent.

## Géographie
En 1882, la circonscription de Lambton-Est comprenait :
- Les cantons d'Enniskillen, Brooke, Warwick et Bosanquet
- La ville de Petrolia
- Les villages d'Oil Springs, Alvinston, Watford, Arkona et Thedford

En 1903, le canton d'Euphemia et la ville de Forest furent ajoutés à la circonscription.
En 1924, elle comprenait :
- Dans le comté de Lambton
  - Les cantons de Bosanquet, Warwick, Inniskillen, Brooke, Dawn et Euphemia
- Dans le comté de Kent
  - Les cantons de Zone et de Camden.

## Député
1. 1882-1887 — John Henry Fairbank, PLC
2. 1887-1896 — George Moncrieff, CON
3. 1896-1900 — John Fraser, PLC
4. 1900-1904 — Oliver Simmons, CON
5. 1904-1921 — Joseph Emanuel Armstrong, CON
6. 1921-1925 — Burt Wendell Fansher, PPC
7. 1925-1926 — Joseph Emanuel Armstrong, CON (2)
8. 1926-1930 — Burt Wandell Fansher, PPC (2)
9. 1930-1935 — John Thomas Sproule, CON

- CON = Parti conservateur du Canada (ancien)
- PLC = Parti libéral du Canada
- PPC = Parti progressiste du Canada